# 1970 în științifico-fantastic
- 1969 în științifico-fantastic — 1970 în științifico-fantastic — 1971 în științifico-fantastic

1970 în științifico-fantastic a implicat o serie de evenimente:

## Nașteri și decese

### Nașteri
- Dietmar Dath
- Dave Eggers
- Petra Neomillnerová
- Nicole Rensmann
- Chris Roberson
- David J. Schwartz
- Benjamin Stein
- Verena Themsen

### Decese
- Nigel Balchin (n. 1908)
- E. M. Forster (n. 1879)
- Marlen Haushofer (n. 1920) - faimoasă pentru romanul său din 1963 Die Wand (cu sensul de Zidul).
- Walter Heichen (n. 1876)
- Freder van Holk (Pseudonimul lui Paul Alfred Müller) (n. 1901)
- Paul Alfred Müller (n. 1901)
- Franz Ludwig Neher (n. 1896)
- Viktor Saparin (n. 1905)

## Cărți

### Colecții de povestiri
- Neanderthal Planet de Brian Aldiss:  „Neanderthal Planet”,  "Danger: Religion!", "Intangibles, Inc." și "Since the Assassination".

### Povestiri
- „Vocile vikingilor” de Voicu Bugariu

## Filme
| Titlu                          | Regizor                       | Distribuție                                                  | Țara                                                  | Sub-Gen /Note                                      |
| ------------------------------ | ----------------------------- | ------------------------------------------------------------ | ----------------------------------------------------- | -------------------------------------------------- |
| Beneath the Planet of the Apes | Ted Post                      | James Franciscus, Kim Hunter, Maurice Evans                  | Statele Unite ale Americii                            |                                                    |
| Cleopatra                      | Osamu Tezuka, Eiichi Yamamoto |                                                              | Japonia                                               | film de animație.                                  |
| Colossus: The Forbin Project   | Joseph Sargent                | Eric Braeden, Susan Clark, Gordon Pinsent, William Schallert | Statele Unite ale Americii                            | Premiul Saturn                                     |
| Crimes of the Future           | David Cronenberg              | Ronald Mlodzik, Jon Lidolt, Tania Zolty, Jack Messinger      | Canada                                                |                                                    |
| Gamera vs. Jiger               | Noriyaki Yuasa                | Tsutomu Takakuwa, Kelly Varis                                | Japonia                                               |                                                    |
| Horror of the Blood Monsters   | Al Adamson                    | John Carradine, Robert Dix, Vicki Volante                    | Statele Unite ale Americii                            | [ 2 ]                                              |
| I Killed Einstein, Gentlemen   | Oldřich Lipský                | Jiří Sovák, Jana Brejchová                                   | Cehoslovacia                                          | Titlu în cehă: Zabil jsem Einsteina, pánové.       |
| The Mind of Mr. Soames         | Alan Cooke                    | Terence Stamp, Robert Vaughn, Nigel Davenport                | Regatul Unit al Marii Britanii și al Irlandei de Nord | [ 4 ]                                              |
| No Blade of Grass              | Cornel Wilde                  | Nigel Davenport, Jean Wallace                                | Regatul Unit al Marii Britanii și al Irlandei de Nord | [ 5 ]                                              |
| On the Comet                   | Karel Zeman                   | Emil Horváth, Magda Vášáryová                                | Cehoslovacia                                          | Titlu în cehă: Na kometě.                          |
| Scream and Scream Again        | Gordon Hessler                | Vincent Price, Christopher Lee, Alfred Marks, Peter Cushing  | Regatul Unit al Marii Britanii și al Irlandei de Nord | [ 7 ]                                              |
| Signals - A Space Adventure    | Gottfried Kolditz             | Piotr Pawłowski, Yevgeniy Zharikov, Gojko Mitić              | Germania de Est · Polonia                             | Titlu în germană: Signale - Ein Weltraumabenteuer. |
| Skullduggery                   | Gordon Douglas                | Burt Reynolds, Susan Clark, Edward Fox                       | Statele Unite ale Americii                            |                                                    |
| Space Amoeba                   | Ishirō Honda                  | Chotaro Togin, Shinichi Takashi, Sachio Sakai                | Japonia                                               | Alt titlu: Yog, Monster from Space                 |
| Toomorrow                      | Val Guest                     | Olivia Newton-John, Benny Thomas, Vic Cooper                 | Regatul Unit al Marii Britanii și al Irlandei de Nord | [ 9 ]                                              |
| Trog                           | Freddie Francis               | Joan Crawford, Michael Gough                                 | Regatul Unit al Marii Britanii și al Irlandei de Nord | [ 10 ]                                             |

## Premii

### Premiul Hugo
Premiile Hugo decernate la Worldcon pentru cele mai bune lucrări apărute în anul precedent:
- Premiul Hugo pentru cel mai bun roman:[12]
- Premiul Hugo pentru cea mai bună povestire:
- Premiul Hugo pentru cea mai bună prezentare dramatică:
- Premiul Hugo pentru cea mai bună revistă profesionistă:
- Premiul Hugo pentru cel mai bun fanzin:

### Premiul Nebula
Premiile Nebula acordate de Science Fiction and Fantasy Writers of America pentru cele mai bune lucrări apărute în anul precedent:
- Premiul Nebula pentru cel mai bun roman:[13]
- Premiul Nebula pentru cea mai bună nuvelă:
- Premiul Nebula pentru cea mai bună povestire: